# Хлопятин
Хлопятин (пол. Chłopiatyn) — село в Польщі, у гміні Долобичів Грубешівського повіту Люблінського воєводства. Населення — 133 особи (2011).

## Історія
Походжай Іван, мешканець села був в Українській галицькій армії стрільцем, 1889 р.н.
Після Другої світової війни село опинилося у складі Польщі. 1-5 липня 1947 року під час операції «Вісла» польська армія виселила з Хлопятина на щойно приєднані до Польщі північно-західні терени 174 українців. У селі залишилося 9 українців, які також підлягали виселенню.
У 1975—1998 роках село належало до Замойського воєводства.

## Населення
Демографічна структура станом на 31 березня 2011 року:
|          | Загалом | Допрацездатний вік | Працездатний вік | Постпрацездатний вік |
| -------- | ------- | ------------------ | ---------------- | -------------------- |
| Чоловіки | 75      | 15                 | 57               | 3                    |
| Жінки    | 58      | 7                  | 35               | 16                   |
| Разом    | 133     | 22                 | 92               | 19                   |